# Smertrios

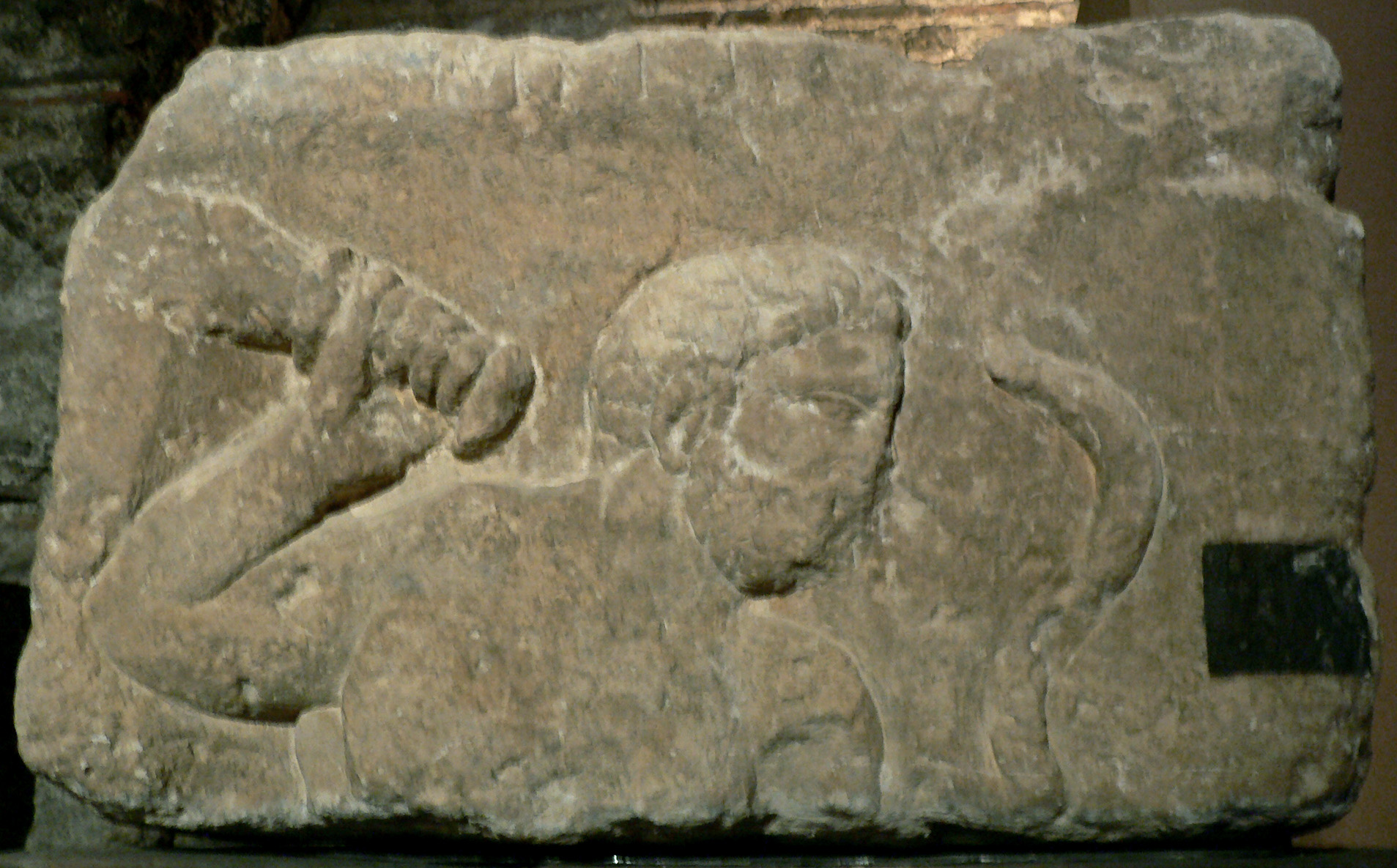
Smertriosfragment auf der Stele der Nautae Parisiaci

Smertrios, auch Smertrius, Smertulitanos, war ein keltischer Gott, der in der Interpretatio Romana mit Mars gleichgesetzt wird. Seine Funktionen sind unbekannt.

## Überlieferung
Smertrios ist besonders durch seine Darstellung auf einem Quader des Pfeilers der nautae Parisiaci („Pariser Schifferzunft“), die aus der Zeit des Kaisers Tiberius stammt, bekannt geworden. Auf dem sogenannten Quader III, dem „Dioskuren-Quader“, ist sein unvollständiges Relief erhalten, das eine Gottheit mit Keule im Kampf mit einer Schlange zeigt. Die untere Hälfte des Quaders ist verschollen. Die teilweise zerstörte, aber rekonstruierte Inschrift lautet Smert[rios]. Die Bildkonzeption erinnert an Herkules, ein dazugehörender Mythos ist jedoch nicht bekannt.
Weitere Fundstellen sind im Großraum Trier, wo Inschriften für Mars Smertrius entdeckt wurden. In einer davon, bei Möhn, mit der Namensvariante Sme[rtuli]t[a]no, wird er als Begleiter von Ancamna bezeichnet. Diese Deutung wird durch zwei weitere Inschriften, die den Namen Smertulitanos erwähnen, bestätigt.  Eine Inschrift aus Großbuch in Kärnten mit dem Fragment [D]iti Smer[trio] könnte eine Gleichsetzung von Smertrios mit Dispater belegen.
Ein Personenname, der etymologisch mit den Götternamen verwandt ist, ist Smertullus. Dieser ist dreimal in Südfrankreich bezeugt, nämlich in Lattes, Le Veyer im Naturpark Queyras und Cadenet.

## Etymologie
Smertrios wird von manchen Sprachforschern von der indogermanischen Wortwurzel *smeru („Fett“, „Mark“) abgeleitet. Verwandt ist das altirische Wort smertha („eingeschmiert“, „eingefettet“), siehe auch unser Wort „Schmer“ für Schmalz. Andere leiten den Namen von indogermanisch *smer- („gedenken, sich erinnern, sorgen“) ab, wobei Smertrios dann „der Versorger“ wäre. Der Name der Göttin Rosmerta steht Smertrios etymologisch sehr nahe. 
Das Einfetten einer Götterfigur war eine überlieferte Kulthandlung.